# STOXX Europe 50

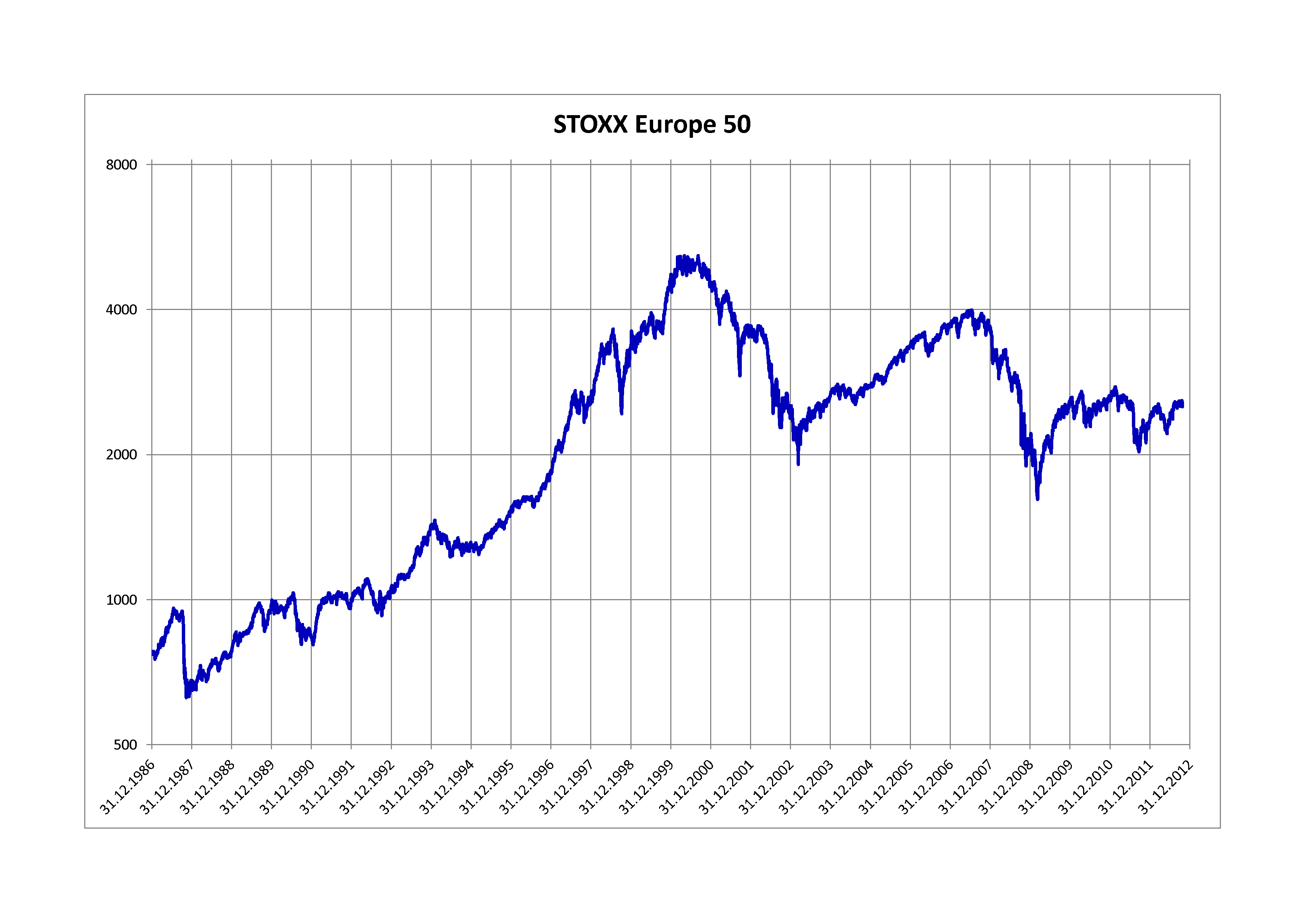
Gráfica de STOXX Europe 50 de 1986 a 2012.

El STOXX Europe 50 es un índice bursátil compuesto de las 50 principales compañías por capitalización bursátil europeas. Este índice ha sido diseñado por STOXX Ltd. que es propiedad de Deutsche Börse AG y SIX Group AG. Este índice es de referencia para el intercambio de Exchange-Traded Funds (ETF).

## Composición
A 28 de junio de 2011, el STOXX Europe 50 se componía de los títulos siguientes:
| Símbolo  | Sociedad                         | País         | Sector                        |
| -------- | -------------------------------- | ------------ | ----------------------------- |
| ABBN VX  | Grupo ABB                        | Suiza        | Industria                     |
| ALV GY   | Allianz                          | Alemania     | Finanzas                      |
| AAL LN   | Anglo American                   | Reino Unido  | Materiales                    |
| ABI BB   | Anheuser-Busch InBev             | Bélgica      | Alimentación                  |
| AZN LN   | AstraZeneca                      | Reino Unido  | Salud                         |
| CS FP    | AXA                              | Francia      | Finanzas                      |
| BBVA SQ  | Banco Bilbao Vizcaya Argentaria  | España       | Finanzas                      |
| SAN SQ   | Banco Santander                  | España       | Finanzas                      |
| BARC LN  | Barclays                         | Reino Unido  | Finanzas                      |
| BAS GY   | BASF                             | Alemania     | Materiales                    |
| BAYN GY  | Bayer                            | Alemania     | Salud                         |
| BG/ LN   | BG Group                         | Reino Unido  | Energía                       |
| BLT LN   | BHP Billiton                     | Reino Unido  | Materiales                    |
| BNP FP   | BNP Paribas                      | Francia      | Finanzas                      |
| BP/ LN   | BP                               | Reino Unido  | Energía                       |
| BATS LN  | British American Tobacco         | Reino Unido  | Alimentación                  |
| CSGN VX  | Credit Suisse                    | Suiza        | Finanzas                      |
| DAI GY   | Daimler                          | Alemania     | Automóvil                     |
| DBK GY   | Deutsche Bank                    | Alemania     | Finanzas                      |
| DTE GY   | Deutsche Telekom                 | Alemania     | Telecomunicaciones            |
| DGE LN   | Diageo                           | Reino Unido  | Alimentación                  |
| EOAN GY  | E.ON                             | Alemania     | Servicios                     |
| ENI IM   | Ente nazionale idrocarburi       | Italia       | Energía                       |
| FTE FP   | France Télécom                   | Francia      | Telecomunicaciones            |
| GSZ FP   | GDF Suez                         | Francia      | Servicios                     |
| GSK LN   | GlaxoSmithKline                  | Reino Unido  | Salud                         |
| HMB SS   | Hennes & Mauritz                 | Suecia       | Distribución                  |
| HSBA LN  | HSBC Holdings                    | Reino Unido  | Finanzas                      |
| INGA NA  | Internationale Nederlanden Groep | Países Bajos | Finanzas                      |
| ISP IM   | Intesa Sanpaolo                  | Italia       | Finanzas                      |
| NESN VX  | Nestlé                           | Suiza        | Alimentación                  |
| NOK1V FH | Nokia                            | Finlandia    | Tecnologías de la información |
| NOVN VX  | Novartis                         | Suiza        | Salud                         |
| RIO LN   | Rio Tinto                        | Reino Unido  | Materiales                    |
| ROG VX   | Roche Holding                    | Suiza        | Salud                         |
| RDSA NA  | Royal Dutch Shell                | Países Bajos | Energía                       |
| SAN FP   | Sanofi                           | Francia      | Salud                         |
| SAP GY   | SAP AG                           | Alemania     | Tecnologías de la información |
| SIE GY   | Siemens                          | Alemania     | Industria                     |
| GLE FP   | Société Générale                 | Francia      | Finanzas                      |
| STAN LN  | Standard Chartered               | Reino Unido  | Finanzas                      |
| ERICB SS | Ericsson                         | Suecia       | Tecnologías de la información |
| TEF SQ   | Telefónica                       | España       | Telecomunicaciones            |
| TSCO LN  | Tesco                            | Reino Unido  | Distribución                  |
| FP FP    | Total                            | Francia      | Energía                       |
| UBSN VX  | UBS AG                           | Suiza        | Finanzas                      |
| UCG IM   | UniCredit                        | Italia       | Finanzas                      |
| UNA NA   | Unilever                         | Países Bajos | Alimentación                  |
| VOD LN   | Vodafone                         | Reino Unido  | Telecomunicaciones            |
| ZURN VX  | Zurich Financial Services        | Suiza        | Finanzas                      |